# Cérilly (Côte-d’Or)
Cérilly ist eine französische Gemeinde mit 214 Einwohnern (Stand: 1. Januar 2022) im Département Côte-d’Or in der Region Bourgogne-Franche-Comté. Die Gemeinde gehört zum Arrondissement Montbard und zum Kanton Châtillon-sur-Seine. Die Einwohner werden Cérillois genannt.

## Geographie
Cérilly liegt etwa 73 Kilometer nordnordwestlich von Dijon und etwa 69 Kilometer östlich von Auxerre. Umgeben wird Cérilly von den Nachbargemeinden Bouix im Norden, Étrochey im Nordosten, Sainte-Colombe-sur-Seine im Osten, Ampilly-le-Sec im Süden, Balot im Südwesten sowie Poinçon-lès-Larrey im Westen.

## Bevölkerungsentwicklung
| Jahr                       | 1962 | 1968 | 1975 | 1982 | 1990 | 1999 | 2006 | 2019 |
| Einwohner                  | 251  | 247  | 252  | 268  | 247  | 242  | 246  | 222  |
| Quellen: Cassini und INSEE |      |      |      |      |      |      |      |      |

## Sehenswürdigkeiten
- keltischer Tumulus La Gyrénée-Berthe
- Kirche Saint-Martin aus dem 13. Jahrhundert, Umbauten aus dem 16. Jahrhundert

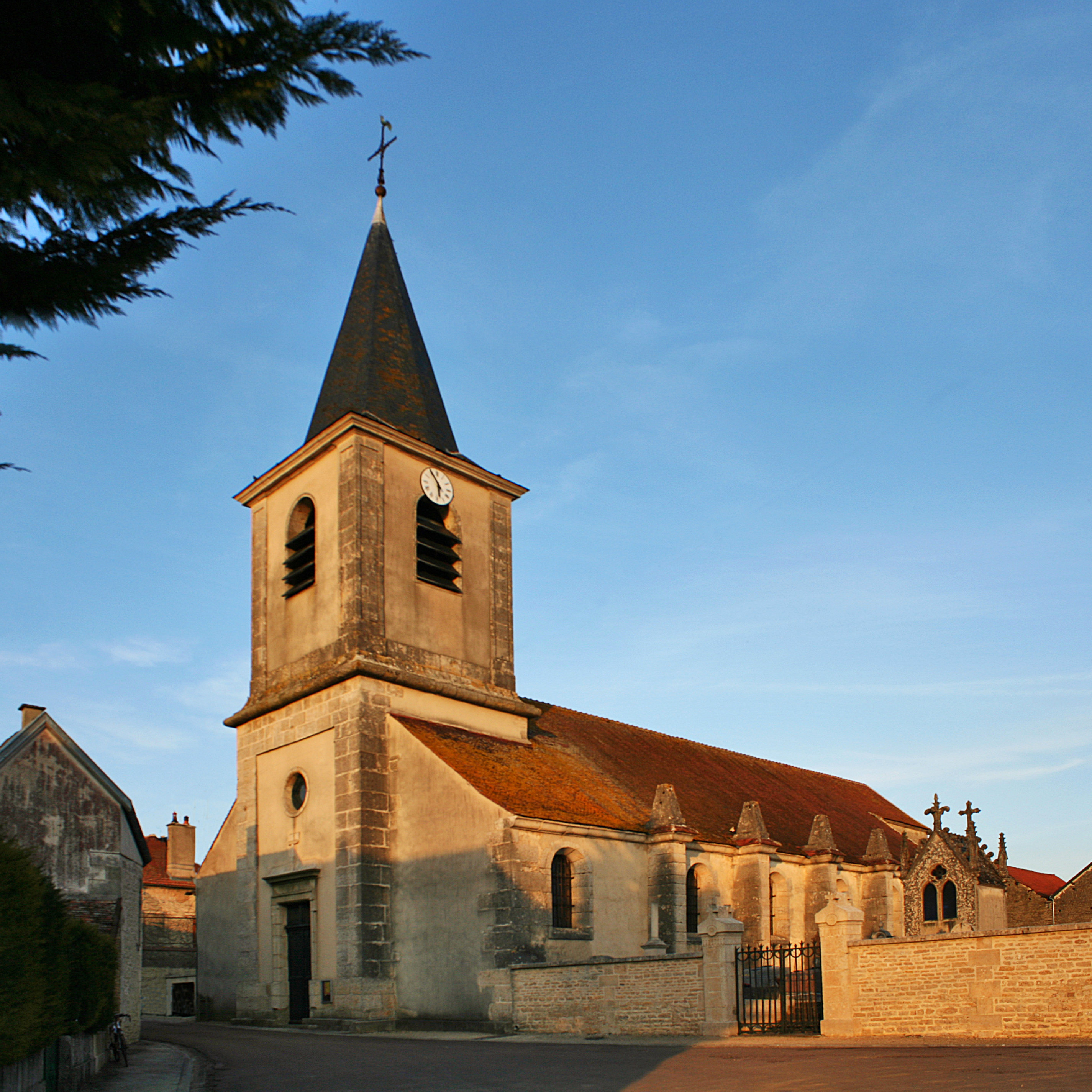
Kirche Saint-Martin